# Alice Seeley Harris

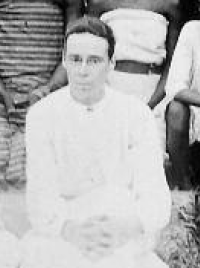
Alice Seeley Harris

Alice Seeley Harris (geborene Seeley; * 24. Mai 1870 in Malmesbury, England; † 24. November 1970 in Guildford, England) war eine britische Missionarin und Fotografin, deren dokumentarische Bilder halfen, die Menschenrechtsverletzungen und Gräueltaten im Kongo-Freistaat unter dem belgischen König Leopold II. der Öffentlichkeit bekannt zu machen und später zu beenden.

## Leben

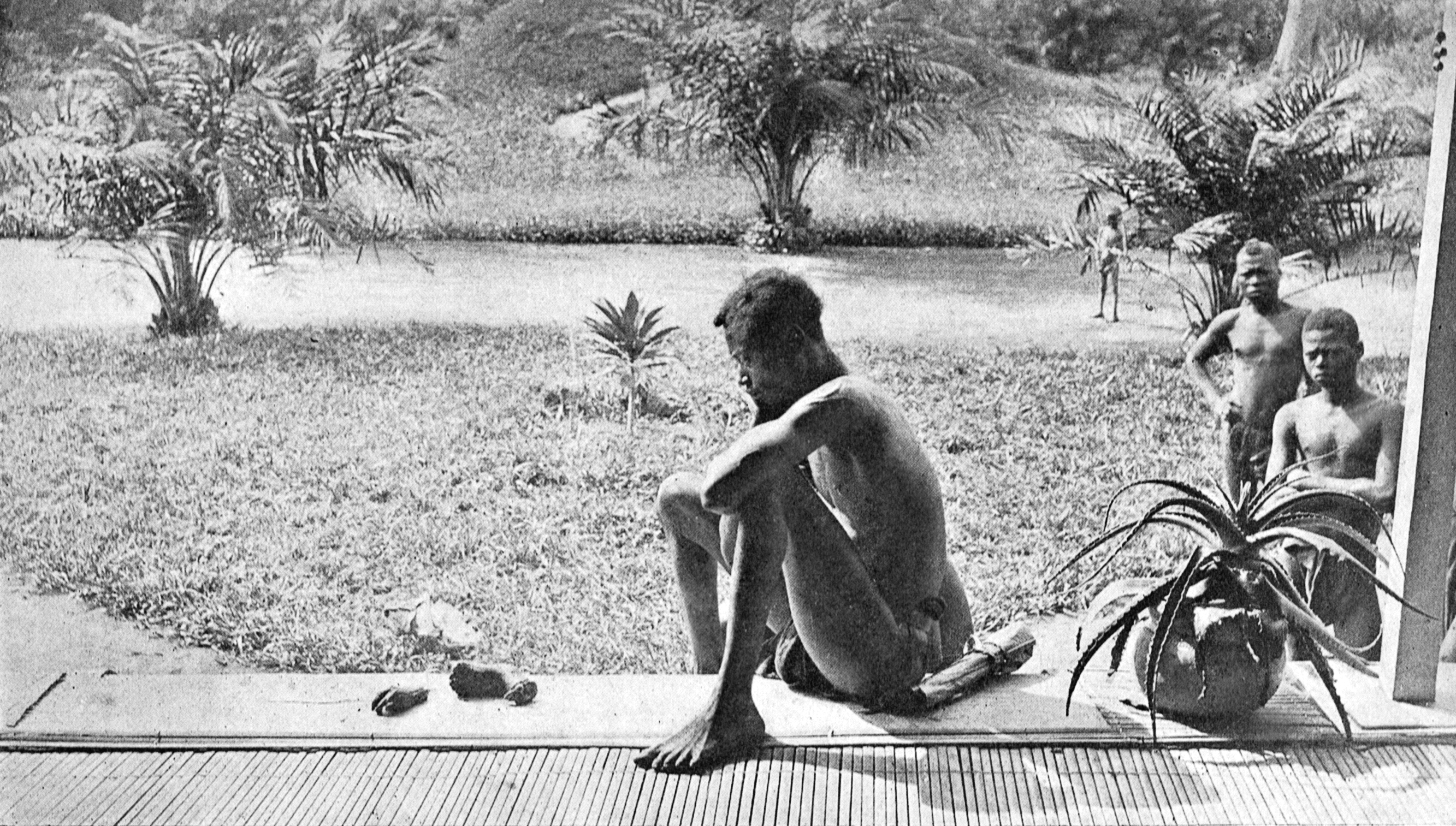
Nsala of Wala in the Nsongo District, 1904

Harris wurde 1870 als Tochter von Aldred und Caroline Seeley in England geboren. 1897 ging sie als Missionarin in den Kongo-Freistaat. Am 6. Mai 1898 heiratete sie John Hobbis Harris (1874–1940), einen englischen Missionar und Gegner der Sklaverei. Mit seiner Unterstützung fotografierte sie die im Kongo unter dem Regime des belgischen Königs Leopold II. begangenen Gräueltaten. Eines ihrer bekanntesten Bilder, Nsala of Wala in the Nsongo District (Abir Concession), erschien 1904 im Werk King Leopold’s Rule in Africa von Edmund Dene Morel. In Mark Twains König Leopolds Selbstgespräch (englisch King Leopold’s Soliloquy) von 1905 wurde das Bild ebenfalls abgedruckt. Ab 1906 reiste sie durch die USA und hielt Vorträge über das Unrecht im Kongo-Freistaat, der 1908 mit der Gründung Belgisch-Kongos aufgelöst wurde.
1933 wurde ihr Ehegatte zum Knight Bachelor geschlagen, wodurch sie den Höflichkeitstitel Lady Harris erhielt. Einem Interview zufolge wollte sie aber nicht mit diesem Titel angeredet werden („...don’t call me Lady!“).
Anlässlich ihres einhundertsten Geburtstages wurde sie 1970 von der BBC für die Sendung „Women of our Time“ (Frauen unserer Zeit) interviewt.